# Viața Basarabiei
Viața Basarabiei este titlul sub care, în decursul timpului, au apărut mai multe reviste.

## 1907
Viața Basarabiei a fost o revistă condusă de publicistul basarabean Alexis Nour. Ea apărea în Imperiul Țarist atât cu litere rusești, cât și „cu litere românești pentru marele public inteligent al Basarabiei și tuturor țărilor locuite de români”, motiv pentru care a dispărut după numai șase numere (22 aprilie 1907 – 25 mai 1907).

## 1932

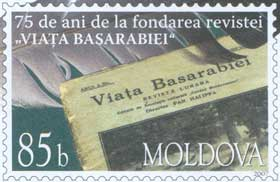

Viața Basarabiei a fost o revistă lunară de literară și de cultură generală, care a fost editată, între ianuarie 1932 - iulie 1944, de Asociația culturală „Cuvânt Moldovenesc”, condusă de Pan Halippa. Cofondator a fost și Nicolai Costenco. Revista își propunea să propage, programul literar al Asociației, și anume „crearea, ajutorarea și susținerea faptelor de cultură națională și educație cetățenească”, „să ajute Basarabia în scop de a progresa pe calea culturii naționale, educației cetățenești, încurajând-o și sprijinind-o în toate începuturile bune”.
La “Viața Basarabiei” au colaborat peste 120 de scriitori, poeți, ziariști, eseiști, istorici, filologi, juriști, avocați, preoți, economiști etc. Aici s-a format o pleiadă de poeți și scriitori basarabeni, precum: Liuba Dumitriu, Alexandru Terziman, Sergiu Grosu, Radu Gyr, Teodor Nencev, Alexandru Robot, Nicolae Spătaru, Dominte Timonu, Vladimir Cavarnali, Olga Crușevan, Nicolae Costenco, Pan Halippa, Petru Ștefănucă, Bogdan Istru, Vasile Luțcan, George Meniuc, Sergiu M. Nica, Octavian Sargețiu, Mihai Boboc, Ion Buzdugan, Constantin Ciopraga, Lotis Dolenga, Anton Luțcan, Iacov Slavov, Mihail Curicheru, Andrei Tibereanu și mulți alții.

## 2000
În anul 2000, Uniunea Scriitorilor din Moldova și Uniunea Scriitorilor din România au reluat editarea revistei Viața Basarabiei, serie nouă, cu apariție trimestrială. Din anul 2002, director al revistei „Viața Basarabiei” - serie nouă, este academicianul Mihai Cimpoi.